# Hijes
Hijes è un comune spagnolo di 19 abitanti (2022) situato nella comunità autonoma di Castiglia-La Mancia.